# تپه پیرتاج
تپه پیر تاج مربوط به سدهٔ ۵ تا ۷ ه.ق است و در شهرستان بیجار، روستای پیرتاج واقع شده و این اثر در تاریخ ۱۸ مهر ۱۳۵۶ با شمارهٔ ثبت ۱۴۶۴ به‌عنوان یکی از آثار ملی ایران به ثبت رسیده است.